# Raymond Jaspers
Raymond Jaspers (Zolder, 31 augustus 1954) is een oud-voetballer uit België.
Jaspers, een centrale verdediger begon bij de jeugd van FC Beringen, een club waarvan het A-elftal in de Eerste Klasse speelde. In 1975 maakte Raymond Jaspers zijn debuut in dat A-elftal. Uiteindelijk bleef Jaspers tot 1979 bij FC Beringen.
Want in '79 kreeg hij de kans om naar RSC Anderlecht te gaan. Jaspers liet die kans niet liggen en vertrok naar Brussel. In zijn eerste seizoen voor Anderlecht speelde hij 31 wedstrijden, wat veel is. Tijdens het tweede seizoen voor Anderlecht belandde hij vaak op de bank, Anderlecht speelde dat jaar wel kampioen.
In 1981 trok Raymond Jaspers naar Antwerp FC. Ook hier bleef hij slechts twee seizoenen want in 1983 trok de verdediger naar KV Mechelen.
Bij Mechelen bleef hij zes seizoenen. De eerste jaren bij Mechelen won de club nauwelijks prijzen maar in 1987 won KV Mechelen dan toch de Beker van België. Een jaar later won het de Europacup II en in 1989 werd Mechelen landskampioen.In totaal speelde hij 300 wedstrijden in eerste klasse en scoorde 22 doelpunten.
Na zijn spelerscarrière werd Jaspers jeugdcoördinator bij KFC Racing Mol-Wezel.